# Kirchenordnung (Alte Kirche)
Als Kirchenordnung (seltener Gemeindeordnung) werden eine Reihe kleinerer Werke aus der Zeit der Alten Kirche bezeichnet, die sich mit Fragen der Kirchenverfassung, insbesondere den kirchlichen Ämtern und Leitungsstrukturen, mit liturgischen Fragen und der Kirchendisziplin beschäftigen; die bekanntesten sind die Didache, die Traditio Apostolica oder die Didaskalia apostolorum.